# Brahmidia
Brahmidia is een geslacht van vlinders van de familie herfstspinners (Brahmaeidae).

## Soorten
- B. ardjoeno Kalis., 1934
- B. celebica Toxopeus, 1937
- B. hearseyi White, 1862
- B. luchli Dupont., 1937